# Psylliodes cervinoi
Psylliodes cervinoi – gatunek chrząszcza z rodziny stonkowatych.
Gatunek ten opisany został w 2003 roku przez Andrésa Baselgę i Francisco Novoę na podstawie dwóch samic.
Chrząszcz o ciele długości około 2 mm, ubarwionym czarno ze spiżowym połyskiem i jasnożółtobrązowymi czułkami, brzegiem wargi górnej, głaszczkami szczękowymi, stopami i goleniami. Głowa o bruzdach orbitalnych, niestykających się z nadczułkowymi, w większości przykryta przedpleczem. Ciemię matowe, silnie szagrynowane, bardzo drobno punktowane. Silnie wypukłe, po bokach regularnie zaokrąglone przedplecze ma silnie szagrynowaną i pokrytą delikatnymi, płytkimi punktami powierzchnię. Pokrywy silnie wypukłe, z 10 rzędami punktów i bardzo drobno punktowanymi międzyrzędami, na wierzchołku ścięte. Tylne skrzydła zredukowane. Żeńskie narządy rozrodcze o krótkim, prostym przewodzie spermateki, długim głaszczku waginalnym i lancetowatą tylną sklerotyzacją tignum.
Owad znany tylko z Sierra Segundery w hiszpańskiej prowincji Ourense.